# Abdullah Aref al-Yafi

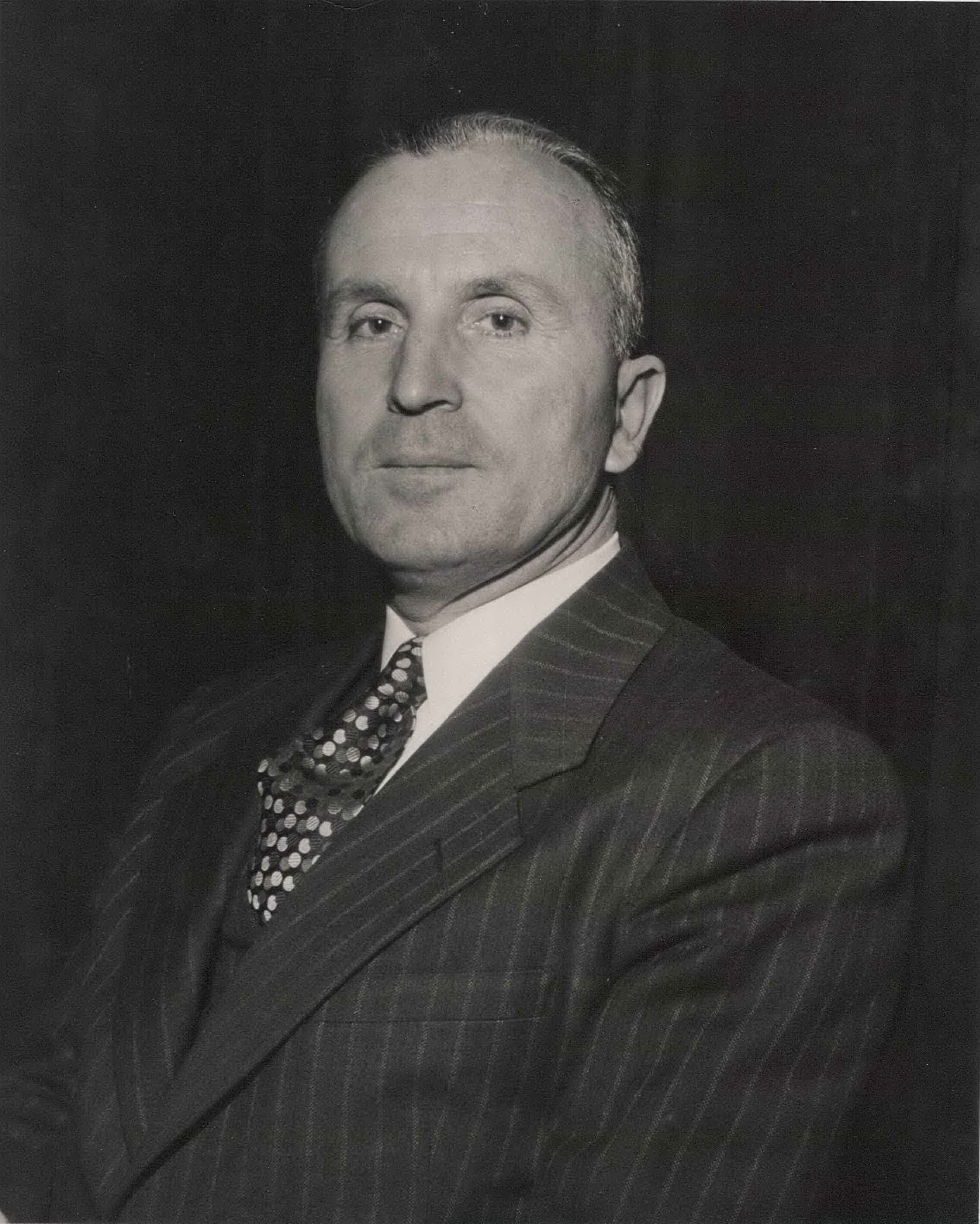
Abdullah Aref el-Yafi

Abdullah Aref al-Yafi oder Aref el-Jafi (arabisch عبد الله عارف اليافي, DMG ʿAbd Allāh ʿĀrif al-Yāfī, * 7. September 1901 in Beirut, Osmanisches Reich; † 4. November 1986 in Beirut, Libanon) war ein libanesischer Jurist und Politiker. Zwischen 1938 und 1969 war er sieben Mal Premierminister seines Landes.
El-Yafi besuchte das Jesuitenkolleg der Beiruter Université Saint-Joseph und promovierte in Rechtswissenschaften an der Pariser Sorbonne. Seit 1926 arbeitete er als Anwalt und als Journalist. 1937 wurde er in das Beiruter Stadtparlament gewählt, von Oktober 1938 bis September 1939 war er erstmals Premierminister und Justizminister der noch von den französischen Mandatsbehörden gebildeten Regierung des Libanon. Seit 1943 wieder im Beiruter Stadtparlament, war el-Yafi 1944 Mitglied der libanesischen Delegation bei der Konferenz zur Vorbereitung der Gründung der Arabischen Liga, 1945 vertrat er sein Land auf der Konferenz von San Francisco, auf der die UNO gegründet wurde. Von Dezember 1946 bis April 1947 war er erneut Justizminister.
Von Juni 1951 bis Februar 1952 war wiederum Premierminister und zugleich Innenminister, im September 1952 scheiterte er zunächst an dem Versuch, erneut eine Regierung zu bilden. Im August 1953 wurde er dann zum vierten Mal Premierminister (sowie Innenminister, Verteidigungsminister, Informationsminister und Finanzminister) und hielt sich bis September 1954 im Amt, von dem er vorerst „endgültig“ zurücktrat. Im März 1956 wurde er dann zum fünften Mal als Regierungschef (sowie als Innenminister und Planungsminister) berufen, trat aber im November 1956 zurück, als Präsident Camille Chamoun sich weigerte, während der britisch-französisch-israelischen Intervention in Ägypten die Beziehungen zu Frankreich und Großbritannien abzubrechen.
Zusammen mit seinen beiden Amtsvorgängern und -nachfolgern Saeb Salam und Rashid Karami führte el-Yafi den „Nationalkongress“, der sich 1957 mit muslimischen Würdenträgern, drusischen Sozialisten, libanesischen Kommunisten, maronitischen Chamoun-Gegnern, dem maronitischen Patriarchen und dem schiitischen Parlamentspräsidenten zur „Front der Nationalen Vereinigung“ gegen Chamoun zusammenschloss. Der Konflikt mit Chamoun führte 1958 zum Bürgerkrieg und zur Intervention der USA.
Bis 1965 zog sich el-Yafi daraufhin aus dem politischen Leben zurück, trat dann aber als Finanzminister in Karamis Kabinett ein. Nach Karamis Rücktritt wurde el-Yafi im April 1966 überraschend zum sechsten Mal als Premierminister, Innenminister, Informationsminister und Planungsminister berufen. Angetreten mit dem Versprechen, eine liberale Wirtschaftspolitik beizubehalten, scheiterte el-Yafi jedoch schon im Dezember 1966 an der Bekämpfung der weitverbreiteten Korruption, an der zuvor auch schon Karami gescheitert war. Dennoch folgte ihm Karami erneut als Regierungschef nach, und el-Yafi übernahm in dessen Kabinett bis 1968 erneut den Posten des Finanzministers. Ein siebtes und letztes Mal wurde el-Yafi im Februar 1968 Premierminister und zugleich Innenminister, Verteidigungsminister, Informationsminister, Planungsminister, Sozialminister und Erziehungsminister. Er musste aber nach einem israelischen Kommandoüberfall auf den Beiruter Flughafen (28. Dezember 1968) im Januar 1969 endgültig zurücktreten.

## Weblink
- Abdullah Aref al-Yafi im Munzinger-Archiv (Artikelanfang frei abrufbar)